# Carlo Maria Martini
Carlo Maria Martini, S.J. (Turim, 15 de fevereiro de 1927 – Gallarate, 31 de agosto de 2012) foi um cardeal italiano e arcebispo emérito de Milão, considerado um dos mais progressistas cardeais da história da Igreja.

## Presbiterado
Ingressou na Companhia de Jesus, em 25 de setembro de 1944. Fez o noviciado em Cuneo; estudou na Faculdade de Filosofia Aloisianum, Gallarate, Milão; na Faculdade Teológica, de Chieri, em Turim; na Pontifícia Universidade Gregoriana, de Roma, onde fez o seu doutorado em teologia fundamental com a tese: Il problema storico della Risurrezione negli studi recenti; e no Pontifício Instituto Bíblico, Roma.
Foi ordenado padre, em 13 de julho de 1952, em Chieri, Turim. Continuou seus estudos em Roma, de 1954 a 1958. Foi membro da Faculdade Teológica de Chieri; fez os últimos votos, em 2 de fevereiro de 1962. Continuou seus estudos em Roma, de 1962 a 1964. Trabalhou pastoralmente em Roma.

### Biblista
Foi membro da faculdade, decano e reitor do Pontifício Instituto Bíblico, nomeado em 29 de setembro de 1969.
Nomeado reitor da Pontifícia Universidade Gregoriana, Roma, em 18 de julho de 1978. Único membro católico do Comitê Ecumênico para a preparação da edição grega do Novo Testamento.
Pregador em 1978, dos exercícios espirituais de Quaresma no Vaticano, por convite do Papa Paulo VI.

## Episcopado
Foi eleito arcebispo de Milão, em 29 de dezembro de 1979. Ordenado bispo em 6 de janeiro de 1980, no Vaticano, pelo Papa João Paulo II. Membro da secretaria geral do Sínodo dos Bispos, por nomeação papal, de 1980 a 1983.

## Cardinalato

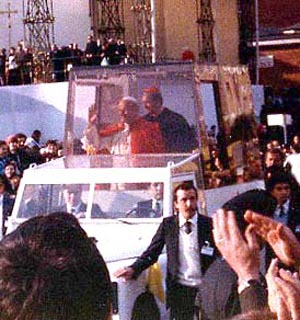
O cardeal Martini, recebe a visita pastoral de Papa João Paulo II, Milão, 1984.

Foi criado cardeal presbítero, em 2 de fevereiro de 1983; recebeu o barrete cardinalício e título de Santa Cecília, em 2 de fevereiro de 1983. Assistiu à VI Assembleia Ordinária do Sínodo dos Bispos, no Vaticano, de 29 de setembro a 28 de outubro de 1983; foi relator da mesma; membro da secretaria geral, de 1983 a 1986;  estendido até 1987 na II Assembleia Extraordinária do Sínodo dos Bispos, no Vaticano, de 24 de novembro a 8 de dezembro de 1985.
Assistiu à VII Assembleia Ordinária do Sínodo dos Bispos, no Vaticano, de 1 a 30 de outubro de 1987; membro da secretaria geral, de 1987 a 1990. Enviado especial do Papa à celebração do I centenário da evangelização de Zâmbia, de 29 de setembro a 2 de agosto de 1991.
Assistiu à I Assembleia Especial para a Europa do Sínodo dos Bispos, no Vaticano, de 28 de novembro a 14 de dezembro de 1991; à Quarta Conferência Geral do Episcopado Latino-Americano, em Santo Domingo, na República Dominicana, de 12 a 28 de outubro de 1992; a IX Assembleia Ordinária do Sínodo dos Bispos, no Vaticano, de 2 a 29 de outubro de 1994; foi membro da secretaria geral, de 1994 a 1998. Assistiu à II Assembleia Especial para a Europa do Sínodo dos Bispos, no Vaticano, de 1 a 23 de outubro de 1999.
Desde 2002 é arcebispo emérito de Milão e retirou-se viver em Jerusalém.
Por causa da doença de Parkinson volta, definitivamente, na Itália em 2008. Em 2012 recebe a visita do Papa Bento XVI, em visita pastoral em Milão.
Em 30 de agosto de 2012 o cardeal Angelo Scola, arcebispo de Milão anuncia que D. Carlo foi internado num hospital por causa da doença de que sofria e pediu orações para si. Morre em Gallarate no dia 31 de agosto de 2012.

### Livros
Em novembro de 2007 lançou junto com o Pe. Georg Sporschill o livro "Diálogos Noturnos em Jerusalém" onde em forma de entrevista discute os temas mais relevantes da atualidade da fé e os desafios de chegar aos jovens e as suas questões tão conturbadas nos dias de hoje.

### Lema e brasão
Pro veritate adversa diligere.

## Ordenações[6]

### Ordenações diaconal
- Piergiorgio Bertoldi (1987)
- Michele Di Tolve (1988)
- Francesco Airoldi (1993)
- Alberto Torriani (1999)
- Flavio Pace (2001)

### Ordenações presbíteros
- Carlo Roberto Maria Redaelli (1980)
- Pierantonio Tremolada (1981)
- Francesco Giovanni Brugnaro (1982)
- Gabriele Giordano Caccia (1983)
- Giuseppe Natale Vegezzi (1984)
- José Negri, P.I.M.E. (1986)
- Dario Edoardo Viganò (1987)
- Piergiorgio Bertoldi (1988)
- Michele Di Tolve (1989)
- Giovanni Luca Raimondi (1992)
- Francesco Airoldi (1994)
- Samuele Sangalli (1996)
- Carlo Maria Polvani (1998)
- Alberto Torriani (2000)
- Flavio Pace (2002)

### Ordenações episcopais
O Cardeal Martini foi o principal sagrante dos seguintes bispos:
- Renato Corti † (1981)
- Giovanni Saldarini † (1984)
- Marco Virgilio Ferrari † (1987)
- Dionigi Tettamanzi † (1989)
- Angelo Mascheroni (1990)
- Giovanni Giudici † (1990)
- Francesco Coccopalmerio (1993)
- Giuseppe Merisi (1995)
- Gervasio Gestori † (1996)
- Adriano Caprioli (1998)
- Erminio De Scalzi (1999)
- Emilio Patriarca (1999)
- Diego Coletti (2001)